# Holmen, Kyrkslätt
Holmen är en udde i Finland.   Den ligger i den ekonomiska regionen  Helsingfors  och landskapet Nyland, i den södra delen av landet, 30 km väster om huvudstaden Helsingfors.
Terrängen inåt land är platt. Havet är nära Holmen åt sydväst.  Närmaste större samhälle är Kyrkslätt, 6,3 km nordost om Holmen. 